# South Tucson
South Tucson és una població dels Estats Units a l'estat d'Arizona. Segons el cens del 2007 tenia 5.598 habitants.

## Demografia
Segons el cens del 2000, South Tucson tenia 5.490 habitants, 1.810 habitatges, i 1.125 famílies La densitat de població era de 2.098,7 habitants/km².
Dels 1.810 habitatges en un 33,3% hi vivien nens de menys de 18 anys, en un 34,9% hi vivien parelles casades, en un 20,5% dones solteres, i en un 37,8% no eren unitats familiars. En el 31,9% dels habitatges hi vivien persones soles l'11,2% de les quals corresponia a persones de 65 anys o més que vivien soles. El nombre mitjà de persones vivint en cada habitatge era de 2,94 i el nombre mitjà de persones que vivien en cada família era de 3,83.
Per edats la població es repartia de la següent manera: un 31,5% tenia menys de 18 anys, un 10,1% entre 18 i 24, un 27,3% entre 25 i 44, un 21,1% de 45 a 60 i un 10% 65 anys o més.
L'edat mediana era de 31 anys. Per cada 100 dones de 18 o més anys hi havia 114,4 homes.
La renda mediana per habitatge era de 14.587 $ i la renda mediana per família de 17.614 $. Els homes tenien una renda mediana de 20.504 $ mentre que les dones 14.575 $. La renda per capita de la població era de 8.920 $. Aproximadament el 43,5% de les famílies i el 46,5% de la població estaven per davall del llindar de pobresa.

## Poblacions més a prop
El següent diagrama mostra les poblacions més a prop.